# David Lodge (ator)
David Lodge (nascido David William Frederick Lodge a 19 de agosto de 1921 em Rochester, Kent  e falecido a 18 de outubro de 2003 em Northwood, Middlesex) foi um ator britânico.

## Filmografia
- 1954 – Orders Are Orders
- 1955 – The Cockleshell Heroes (Os Sobreviventes)
- 1956 – Private's Progress
- 1956 – Blonde Bait
- 1956 – Women Without Men
- 1956 – The Long Arm
- 1956 – The Intimate Stranger
- 1957 – The Counterfeit Plan
- 1957 – These Dangerous Years
- 1957 – Strangers' Meeting
- 1957 – The Naked Truth (Audácia de Um Canalha)
- 1958 – The Silent Enemy
- 1958 – The Safecracker (O Arrombador de Cofres)
- 1958 – 007 - Sem Tempo para Morrer
- 1958 – Up the Creek
- 1958 – Ice-Cold in Alex (Sob o Sol da África)
- 1958 – I Was Monty's Double (O Homem Que Enganou o Mundo)
- 1958 – Further Up the Creek
- 1958 – I Only Arsked!
- 1959 – Idol on Parade (Ídolos em Apuros)
- 1959 – Life in Emergency Ward 10
- 1959 – Yesterday's Enemy (Turbilhão de Sangue)
- 1959 – Bobbikins
- 1959 – The Ugly Duckling
- 1959 – I’m All Right Jack (Papai É Nudista)
- 1960 – Watch Your Stern
- 1960 – Two Way Stretch
- 1960 – Jazz Boat (A Nave do Jazz
- 1960 – The League of Gentlemen (Os 7 Cavalheiros do Diabo)
- 1960 – Never Let Go (A Fúria de Um Bravo)
- 1960 – The Bulldog Breed
- 1961 – The Hellfire Club (O Espadachim do Diabo)
- 1961 – Carry on Regardless
- 1961 – No My Darling Daughter
- 1961 – Raising the Wind
- 1962 – Time to Remember
- 1962 – Girls at Sea
- 1962 – Go to Blazes
- 1962 – Mrs. Gibbons' Boys
- 1962 – The Pirates of Blood River (Piratas do Rio Sangrento)
- 1962 – Captain Clegg (A Patrulha Fantasma)
- 1962 – The Dock Brief
- 1962 – The Boys
- 1962 – Kill or Cure (Ou Cura ou Mata)
- 1962 – On the Beat
- 1963 – Two Left Feet
- 1964 – The Long Ships (Os Legendários Vikings)
- 1964 – Saturday Night Out
- 1964 – A Shot in the Dark (Um Tiro no Escuro)
- 1964 – Guns at  Batasi (Os Rifles de Batasi)
- 1965 – The Intelligence Men
- 1965 – Catch Us If You Can
- 1965 – The Amorous Adventures of Moll Flanders (As Aventuras Escandalosas de Uma Ruiva)
- 1965 – Cup Fever
- 1965 – San Ferry Ann
- 1965 – The Alphabet Murders (Os Crimes do Alfabeto)
- 1965 – The Early Bird
- 1966 – The Sandwich Man
- 1966 – The Wrong Box (A Loteria da Vida)
- 1966 – Caccia alla Volpe (O Fino da Vigarice)
- 1966 – Press for Time
- 1967 – Smashing Time
- 1967 – The Sky Bike
- 1968 – Sette volte sette (Sete Vezes Sete)
- 1968 – Only When I Larf (No Mundo dos Escroques)
- 1968 – Corruption
- 1968 – Headline Hunters]
- 1968 – The Fixer (O Homem de Kiev)
- 1969 – Oh! What a Lovely War (Oh! Que Bela Guerra)
- 1969 – What's Good for the Goose
- 1969 – Crooks and Coronets
- 1969 – The Smashing Bird I Used to Know
- 1969 – The Magic Christian (Um Beatle no Paraíso)
- 1970 – Scream and Scream Again (Grite, Grite Outra Vez!)
- 1970 – Hoffman
- 1970 – Eyewitness (Testemunha Oculta)
- 1970 – The Railway Children (Quando o Coração Bate Mais Forte)
- 1970 – Scramble
- 1971 – On the Buses
- 1971 – Mr. Horatio Knibbles
- 1971 – The Magnificent Seven Deadly Sins
- 1972 – Some Kind of Hero
- 1972 – Incense for the Damned
- 1972 – The Fiend
- 1972 – Nobody Ordered Love
- 1972 – Mutiny on the Buses
- 1972 – Raising the Roof
- 1972 – Hide and Seek
- 1972 – The Amazing Mr. Blunden (Houve Uma Vez Um Milagre)
- 1972 – Go for a Take
- 1973 – Ghost in the Noonday Sun
- 1973 – Charley One-Eye
- 1973 – Carry on Girls
- 1974 – Carry on Dick
- 1975 – The Return of the Pink Panther (A Volta da Pantera Cor-de-Rosa)
- 1975 – Carry on Behind
- 1976 – Carry on England
- 1983 – Sahara
- 1984 – Bloodbath at the House of Death
- 1989 – Edge of Sanity